# Abraham Benrubi

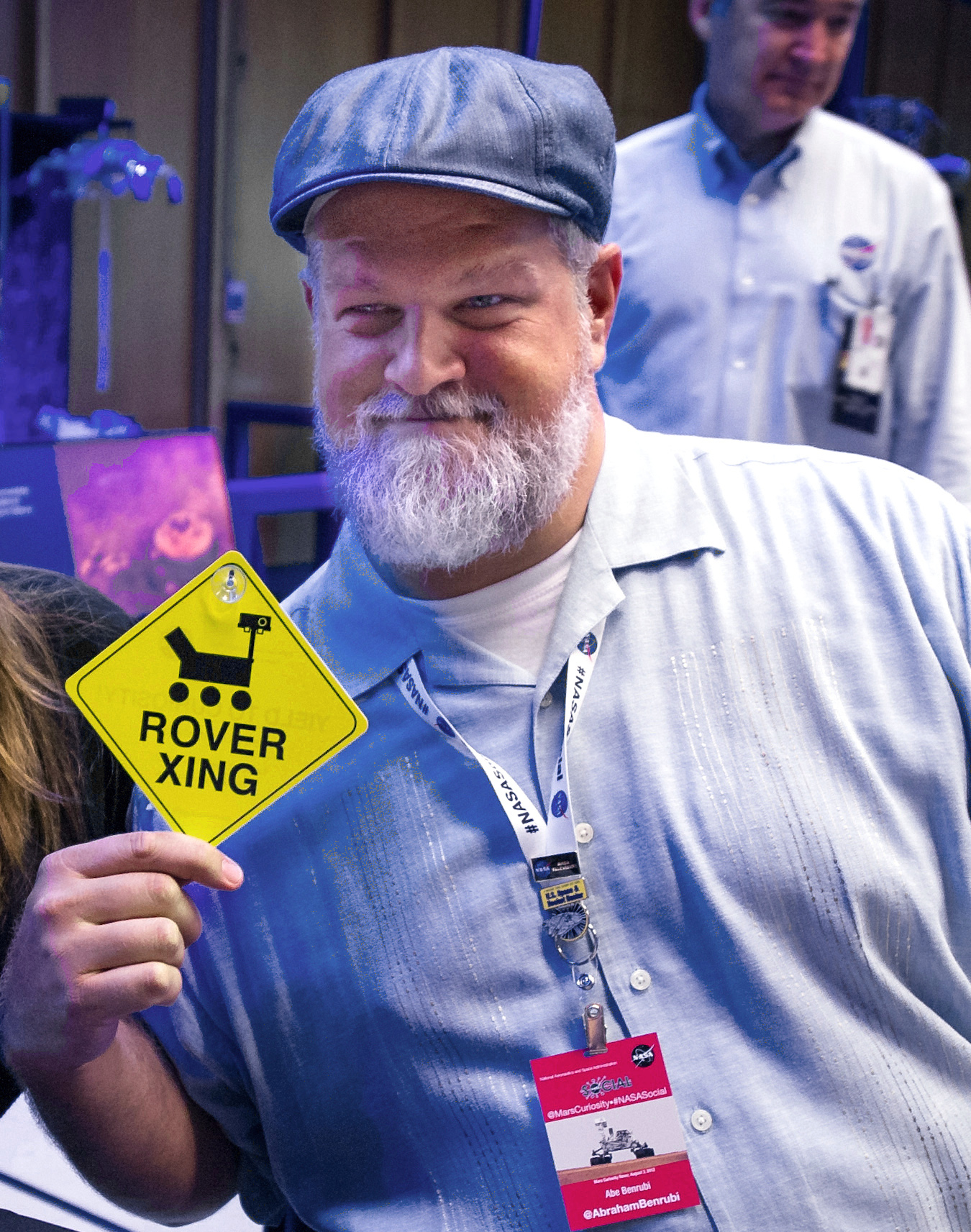
Abraham Benrubi (2012)

Abraham Rubin Hercules Benrubi (* 4. Oktober 1969 in Indianapolis, Indiana) ist ein US-amerikanischer Schauspieler, der vor allem durch seine Mitwirkung in der US-amerikanischen Fernsehserie Emergency Room Bekanntheit erlangte.

## Leben und Leistungen
Der Sohn des renommierten DJs Asher Benrubi begeisterte sich schon während seiner Schulzeit an der Broad Ripple High School für die Schauspielerei. Nach bestandener Schulausbildung folgte sein Schauspieldebüt in einer kleinen Rolle der vierteiligen Aufklärungsserie Private Victories, die vom United States Department of Education in Auftrag gegeben wurde. Weitere kleine Filmrollen schlossen sich an, bis ihm sechs Monate später – Anfang der 1990er Jahre – die Rolle des ewig hungrigen Larry Kubiac in der Serie Parker Lewis – Der Coole von der Schule angeboten wurde.
In der Fernsehserie Roseanne mit Roseanne Barr spielte er in Rückblenden den jungen Dan Connor.
Des Weiteren spielte er in der Serie Eine schrecklich nette Familie in einer Episode den Neffen von Al Bundy, in einer weiteren Folge das 3. Baby in einer Traumsequenz.
Eine regelmäßige Nebenrolle übernahm der Zwei-Meter-Mann mit der Darstellung des Jerry Markovic in der erfolgreichen Arztserie Emergency Room – Die Notaufnahme. 2003 spielte er eine Hauptrolle als gutmütiger Mose in Kevin Costners Western Open Range – Weites Land.

## Filmografie (Auswahl)
- 1990–1993: Parker Lewis – Der Coole von der Schule (Parker Lewis Can’t Lose, Fernsehserie, 62 Folgen)
- 1990: Unser lautes Heim
- 1991–1993: Eine schrecklich nette Familie (Married with Children, Fernsehserie, 2 Folgen)
- 1992: Roseanne (Fernsehserie, Folge 5x07 Halloween IV)
- 1993: The Challenge – Die Herausforderung (The Program)
- 1994–2009: Emergency Room – Die Notaufnahme (ER, Fernsehserie, 140 Folgen)
- 1994: The Shadow
- 1996: Twister
- 1997: George – Der aus dem Dschungel kam (George of the Jungle)
- 1997: U-Turn – Kein Weg zurück
- 1999: Akte X – Die unheimlichen Fälle des FBI (The X–Files, Fernsehserie, Folge 6x15 Arcadia)
- 2000: Dark Angel (Fernsehserie, Folge 1x02 Flushed)
- 2001: The Man Who Wasn’t There
- 2001–2002: Buffy – Im Bann der Dämonen (Buffy the Vampire Slayer, Fernsehserie, 2 Folgen)
- 2003: Open Range – Weites Land
- 2004: Trouble ohne Paddel (Without a Paddle)
- 2005: Criminal Minds (Fernsehserie, Folge 1x07 The Fox)
- 2005: Miss Undercover 2 – Fabelhaft und bewaffnet (Miss Congeniality 2: Armed and Fabulous)
- 2006–2008: Men in Trees (Fernsehserie, 36 Folgen)
- 2010: Happy Town (Fernsehserie, 6 Folgen)
- 2010: Memphis Beat (Fernsehserie, 10 Folgen)
- 2010: Venus & Vegas
- 2012: Dark Canyon
- 2012: Bones – Die Knochenjägerin (Fernsehserie, Folge 8x05)
- 2013: Bounty Killer
- 2013: Once Upon a Time – Es war einmal … (Once upon a time, Fernsehserie)
- 2014: The Bridge – America
- 2014: Bosch (Fernsehserie, 4 Folgen)
- 2016: The Finest Hours
- 2016: Das Belko Experiment
- 2017: APB – Die Hightech-Cops (Techniker/Ingenieur McCann)
- 2019: Chicago Fire (Fernsehserie, Folge 7x21)
- 2023: The Old Way